# Monotony Fields
Monotony Fields è il quarto album in studio della band funeral doom metal Shape of Despair, pubblicato nel 2015.

## Tracce
1. Reaching the Innermost – 10:32
2. Monotony Fields – 10:40
3. Descending Inner Night – 10:04
4. The Distant Dream of Life – 5:52
5. Withdrawn – 9:58
6. In Longing – 7:38
7. The Blank Journey – 11:50
8. Written in My Scars (Bonus Track) – 7:51

## Formazione
- Jarno Salomaa - chitarra, sintetizzatore
- Tomi Ullgren - chitarra
- Nathalie Koskinen - voce
- Samu Ruotsalainen - batteria
- Henri Koivula - voce
- Sami Uusitalo - basso